# Bovalino
Bovalino è un comune italiano di 8 729 abitanti della città metropolitana di Reggio Calabria in Calabria.

## Geografia fisica
Il territorio di Bovalino si estende per 18,06 km lungo la costa ionica reggina (denominata Costa dei Gelsomini), giungendo a nord fino ad Ardore, mentre a sud lambisce la contrada Palazzi di Casignana; si addentra inoltre all'interno fino alle pendici dell'Aspromonte, confinando a ovest con i comuni montani di San Luca e di Benestare.

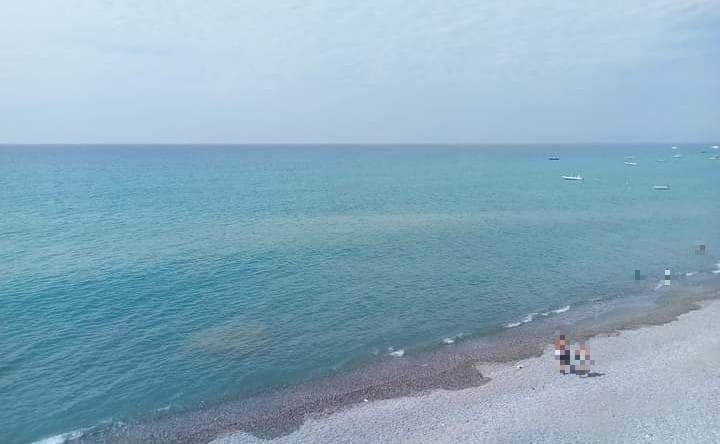
Il mare di Bovalino

Di notevole importanza sono lo sviluppo della spiaggia e del mare cristallino, non solo dal punto di vista turistico ma anche per la mitigazione del clima bovalinese. Oltre a Bovalino Marina, vi è anche la frazione di Bovalino Superiore, sita ad un'altezza di circa 200 metri sul livello del mare, formata da antico borgo che ospita i resti di un castello normanno e numerose testimonianze storiche ed architettoniche del paese originario.
Il territorio è attraversato dalla fiumara del Bonamico, il più importante corso d'acqua locrideo, che nasce dal Monte Cannavì ed è lungo 26,4 km; alcuni studiosi lo hanno identificato con il fiume Butroto, presso il quale Annibale, nel corso della seconda guerra punica, annunciò al suo esercito che il giorno dopo avrebbe assaltato la città di Locri Epizefiri, occupata dalle legioni romane. Il Bonamico è stato stesso protagonista di ingrossamenti e di alluvioni disastrose, come quelle accadute nel 1951 e nel 1973. Altri principali corsi d'acqua della zona presso Bovalino sono: il torrente Careri, chiamato anticamente Pioca (ossia pioppo), il torrente Pintammati, la cui sorgente si trova sui monti sopra Benestare, il Malachia, che nasce al confine con i comuni di Careri e di Benestare e sfocia nel Mar Ionio, e il Ternicola, le cui acque defluiscono presso il sottopassaggio del lungomare.

## Origini del nome
Sull'origine del nome del centro urbano, di derivazione greca, esistono due teorie: la più accreditata riporta questo toponimo con il significato di "terra dei buoi", per la probabile presenza di mandrie di bovini nella zona, mentre un'altra possibile interpretazione, anch'essa di origine greca, estrapola il nome Bovalino come "luogo dove si trova il lino", a causa della diffusa coltivazione del lino a livello locale.

## Storia

### Le prime tracce
Le origini di Bovalino non sono molto chiare: molti studiosi ne fanno risalire la fondazione in età romana, identificandola con vari centri costieri di incerta ubicazione, come Altanum (una stazione di posta romana) o la più antica Uria, avamposto militare della colonia greca di Locri Epizefiri. Un importante riferimento di questo periodo è l'iscrizione, in lingua greca, posta su un angolo del castello di Bovalino Superiore, probabilmente usata come materiale di risulta durante la ristrutturazione del maniero nel XVI secolo, dove, secondo gli esperti, si farebbe riferimento a Cornelios Publius, un quadriumviro di età romana che doveva possedere una villa nel territorio bovalinese.

### Il lungo dominio feudale
Un riferimento più attendibile all'originale nucleo abitato di Bovalino accenna alla probabile distruzione, nel 986, di Boidin da parte dei pirati arabi. Quindi, i sopravvissuti si sarebbero ritirati dalle zone costiere per rifugiarsi su una collina di tufo alta 200 metri, meglio difendibile dalle incursioni arabe, dando origine all'attuale borgo di Bovalino Superiore. Dopo la conquista normanna dell'Italia meridionale, per via della natura difensiva del territorio, verso il 1100 il conte Ruggero I d'Altavilla detto il Normanno, fratello di Roberto il Guiscardo, duca di Calabria e di Puglia, vi fece costruire un castello, allo scopo di amministrare e controllare il territorio. Bovalino, divenuta ormai una Motta, ossia un borgo fortificato grazie alla presenza del castello, venne concesso in feudo alla famiglia Conclubet, signori d'Arena, di Stilo e di Gerace. Da punto di vista urbanistico, fuori dalla Motta si crearono due sobborghi: la Guarnaccia (corrispondente all'area dove sorge la chiesa di Santa Caterina d'Alessandria) e lo Zopardo (in prossimità della chiesa, chiusa e non adibita al culto, di Santa Maria del Soccorso), entrambi abitati da pastori, contadini e artigiani.
Durante la dominazione sveva (1197-1265), Bovalino, il cui territorio si estendeva dalla montagna al mare, tra la fiumara Bonamico e il torrente Pintammati, e comprendeva anche gli odierni comuni di Benestare, di San Luca e di Platì, fu amministrata da Fulcone Ruffo, che si ribellò a Manfredi, figlio e successore di Federico II di Svevia, e che da questi venne scacciato nel 1258, dopo un assedio di due anni al castello. Con la salita al trono napoletano di Carlo I d'Angiò, i Ruffo riottennero il feudo di Bovalino; nel 1288 il castello bovalinese (danneggiato da un terremoto nel 1222 e riparato per ordine di Carlo d'Angiò nel 1276) subì un ulteriore assedio per opera dell'esercito di Giacomo II d'Aragona, nell'ambito della guerra tra Angioini e Aragonesi per il possesso della Sicilia.
Dopo i Ruffo, nel 1445 il feudo di Bovalino passò, per via matrimoniale, ad Antonio Centelles, che lo perse per aver partecipato alla congiura dei baroni contro re Ferrante I d'Aragona; le terre bovalinesi vennero quindi date in feudo a Tommaso Caracciolo, marchese di Gerace, che nel 1457 fu condannato per tradimento e spogliato di tutti i suoi beni. Dopo un breve dominio da parte di Andrea De Pol (1458-1463), Bovalino tornò a Centelles, il quale però cadde nuovamente in disgrazia nel 1465 e venne privato di tutti i suoi possedimenti. Quindi, dopo una dominazione feudale da parte delle famiglie Pignatelli e Gagliardi, nel 1496 i Marullo, nobile famiglia messinese, tennero il feudo con il titolo di conte di Condojanni. Nel 1571 il conte Vincenzo Marullo partecipò alla battaglia di Lepanto con una galea, armata a proprie spese e con uomini provenienti dalla sua contea, tra i quali certamente anche bovalinesi. Questa avventura rovinò finanziariamente i Marullo, che nel 1584 vendettero all'asta il feudo, concesso ai Loffredo, i quali ottennero il titolo di marchese.
Sotto la signoria di Sigismondo Loffredo, Bovalino dovette subire, nel 1594, un attacco turco condotto da Scipione Cicala, un rinnegato genovese convertitosi all'Islam con il nome di Sinan Pascià: l'8 settembre di quell'anno i Turchi riuscirono a espugnare il castello e a dar fuoco all'abitato, ma, stando alla tradizione popolare, mentre la gente era riunita in Chiesa per chiedere l'intercessione dell'Immacolata dal flagello, iniziò a piovere così intensamente da far spegnere l'incendio e far fuggire gli invasori. Da allora Bovalino Superiore ha elevato Maria Santissima Immacolata a propria patrona e fu fondata l'omonima Arciconfraternita, attiva tutt'oggi. L'assedio del castello bovalinese spinse il governo vicereale spagnolo a improntare dei sistemi difensivi contro le scorrerie turche nella zona, concretizzatisi nel 1605 con la costruzione di una torre d'avvistamento, la Torre Scinosa, a forma tronco-piramidale e posta sul litorale, abbattuta nel 1912 per far posto a una piazza. 
Dopo i Loffredo, il feudo passò a Beatrice Orsini, la quale lo vendette a Sebastiano Vitale; questi, a sua volta, lo vendette nel 1650 alla nobile famiglia genovese dei Del Negro, i quali passarono Bovalino agli Spinelli. Nel 1684 Ferrante Spinelli, feudatario di Bovalino, dato che la torre costiera d'avvistamento era ancora incompleta dopo decenni dall'inizio dei lavori, fece costruire nelle sue vicinanze, a proprie spese, un fortino circolare, armato di quattro cannoni, per proteggere dalle incursioni piratesche la Marina del paese. Infine, dopo il breve intermezzo di un membro dei Caracciolo, divenuto feudatario per aver sposato l'erede della precedente famiglia, a ottenere il feudo bovalinese, nel 1716, sarà la famiglia Pescara Diano, che otterrà il titolo di duca e conserverà il feudo fino all'eversione della feudalità nel 1806.
Il primo duca di Bovalino, Francesco Pescara Diano, impiantò nel territorio di Bovalino un allevamento di cavalli di razza, chiamati "Cavalli di Calvizzano" per via del ducato di Calvizzano, in Campania, del quale i Pescara Diano erano feudatari: erano talmente pregiati da essere acquistati per le stalle reali del sovrano napoletano. Dato che questo allevamento equino era un segno di prestigio, già verso la fine del XVIII secolo il cavallo comparve nello stemma del paese, tanto che ancora oggi il gonfalone comunale raffigura un cavallo rampante. Dopo le leggi eversive sulla feudalità, l'allevamento rimase alla famiglia Stranges, poiché i loro coloni erano addetti all'allevamento della pregiata razza equina. 

### L'autonomia amministrativa
Gravemente danneggiata dal terremoto del 1783, durante la dominazione francese Bovalino venne riordinata dal punto di vista amministrativo in seguito all'eversione della feudalità, decretata da Giuseppe Bonaparte: con la legge del 19 dicembre 1807, che riformava l'amministrazione periferica del Regno, il paese divenne Comune autonomo, con annessi i casali di Benestare e di Cirella, i quali però se ne distaccarono in base al Decreto del 4 maggio 1811, che modificò parzialmente le novità amministrative precedenti; infatti Benestare divenne anch'esso Comune autonomo, mentre Cirella fu aggregato al Comune di Natile. Con il ritorno dei Borbone, si formò anche a Bovalino un sentimento patriottico liberale, rappresentato dalla famiglia Ruffo, il cui membro più famoso, Gaetano Ruffo, fu tra gli organizzatori della fallita Rivolta di Gerace del 1847, insieme a Rocco Verduci, Domenico Salvadori, Michele Bello, Pietro Mazzone, conclusasi con la fucilazione dei cinque patrioti il 2 ottobre di quell'anno a Gerace. Altre importanti figure di patrioti bovalinesi furono il garibaldino Francesco Calfapietra, che partecipò alla Spedizione dei Mille e, successivamente, anche alla Terza guerra d'indipendenza, e il conte Domenico Antonio Grillo, esponente liberale che fu sindaco di Bovalino dal 1860 al 1863, il primo dopo la proclamazione del Regno d'Italia.
Con l'Unità d'Italia Bovalino subì rapidi cambiamenti economici e sociali: infatti molte famiglie, nobili e no, lasciarono il borgo di Bovalino Superiore per sistemarsi nella nascente Marina, dove già anni prima le famiglie più in vista del paese avevano costruito le proprie residenze intorno alla Torre Scinosa, mentre anche numerose famiglie di pescatori avevano formato dei nuclei abitativi negli attuali rioni Borgo e Sant'Elena. Questa tendenza subì un'accelerazione con la costruzione, a partire dal 1865, della linea ferroviaria Taranto-Reggio Calabria, terminata in dieci anni: la Marina, dove la ferrovia fu inaugurata il 1° febbraio 1871, assunse dunque una funzione politica e sociale non indifferente, anche per via del trasferimento di nuove famiglie dai paesi circonvicini (gli Oliva da Platì, gli Stranges da San Luca, i Vitale da Sant'Ilario, i De Blasio da Palizzi e gli Amaduri da Gioiosa Jonica). 
Di conseguenza, su pressione dei nuovi gruppi emergenti, il sindaco Giuseppe Calfapetra e il Consiglio comunale chiesero a re Vittorio Emanuele II di Savoia il trasferimento della sede municipale a Bovalino Marina, richiesta che il sovrano concesse con il Regio Decreto del 29 giugno 1874. Bovalino Superiore decadde dunque al rango di semplice frazione e ciò ebbe un effetto negativo sui monumenti presenti nell'antico borgo, come il castello, che crollò parzialmente a causa del terremoto di Messina del 1908. Dopo di allora, trascurato e abbandonato, i resti del maniero vennero in parte venduti a privati, mentre negli anni Cinquanta l'intero complesso fu tagliato in due per creare la strada comunale che conduceva all'antico borgo medievale.
Nel corso della Seconda Guerra Mondiale, a Bovalino si stabilirono un reggimento di fanteria e una sezione del Genio Militare, che si accamparono presso Palazzo Oliva, nella marina del paese, mentre a Bovalino superiore si crearono un distaccamento del reggimento e varie postazioni di avvistamento e di difesa del Genio. Oltre a questo, i genieri militari costruirono tre gallerie sotterranee che passavano sotto le fondamenta della Chiesa Matrice, allo scopo di minare la Strada Statale 112 d'Aspromonte, che collegava Bovalino a Benestare. Dopo la conquista della Sicilia e l'Operazione Baytown del 3 settembre 1943, con la quale le truppe alleate sbarcarono anche in Calabria, alcune truppe meccanizzate italo-tedesche si ritirarono dal litorale tirrenico a quello ionico, percorrendo proprio la SS 112. I soldati italiani di guarnigione a Bovalino, temendo uno sbarco alleato sulle coste ioniche e ignorando la firma dell'Armistizio di Cassibile, il 10 settembre 1943, decisero di far saltare la strada, per impedire una possibile avanzata nemica. Gli abitanti di Bovalino Superiore abbandonarono in fretta le proprie case: in paese rimasero solo quattro uomini, che decisero di impedire l'esplosione, svuotando le gallerie dal tritolo ivi contenuto e gettandolo nel vallone sottostante.

### Il secondo dopoguerra
Con l'indizione del referendum istituzionale del 2 giugno 1946 tra Monarchia e Repubblica, anche Bovalino espresse alle urne una notevole maggioranza monarchica, allineandosi alle indicazioni di voto filomonarchiche che permeavano il Sud Italia, in particolare la Calabria: su 3270 votanti (donne incluse), 2372 votarono per la Monarchia, mentre 765 optarono per la Repubblica.
Il secondo dopoguerra fu il periodo di maggior sviluppo di Bovalino: tra gli anni Sessanta e Settanta, a causa della costruzione della SS 106 Jonica, si insediarono nel paese numerose famiglie di commercianti campani, provenienti da Maiori o da Amalfi, che impiantarono a Bovalino le proprie attività commerciali, alcune delle quali esistono ancora oggi. Nella zona sorsero anche le prime realtà industriali: tre sansifici (la Siba, la Rica e la Catanese), una cartiera, posta in località San Nicola e andata distrutta a causa di un incendio scoppiato nei pressi, un'industria per la lavorazione del legno (chiamata Bricà dal nome della contrada dove sorse), andata in lento decadimento economico per via di investimenti sbagliati e piani di reinvestimento regionali inefficaci. Si sviluppò anche il settore turistico, con la creazione, sempre in quel periodo, di tre alberghi (Tourist, Hotel Orsa Sud ed Hotel Orsa Nord) e di due stabilimenti balneari (Lido Orsa e Lido La Rocchetta), molto frequentati all'epoca da molti cantanti: vi cantarono infatti artisti quali Mino Reitano, Patty Pravo, Edoardo Vianello, Milva, Caterina Caselli e Wilma Goich.

### Simboli

Il gonfalone comunale

Lo stemma e il gonfalone del comune di Bovalino sono stati concessi con decreto del presidente della Repubblica del 28 novembre 2003.
Il gonfalone è un drappo di azzurro.
Con delibera del consiglio comunale del 10 maggio 2004 è stata adottata una bandiera costituita da un drappo di azzurro.

## Monumenti e luoghi d'interesse

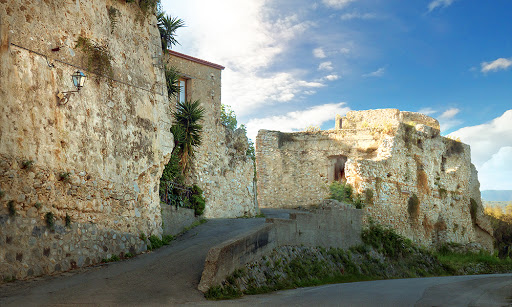
Resti del castello normanno di Bovalino Superiore

- Castello normanno: sito a Bovalino Superiore, costruito all'incirca agli inizi del 1100 su volere del Gran Conte Ruggero I d'Altavilla, faceva parte di un sistema difensivo di 17 castelli reali. Danneggiato dal terremoto del 1222, venne restaurato successivamente nel 1276, su ordine di Carlo I d'Angiò. Nel corso del XIII secolo il castello subì diversi assedi, come nel 1256, quando Manfredi assediò Fulcone I Ruffo, signore di Bovalino, che gli si era ribellato, scacciandolo dopo due anni di assedio, mentre nel 1288 anche Giacomo II di Aragona, re di Sicilia, fece assediare il castello di Bovalino, poiché i Ruffo parteggiavano per gli Angioini. Dopo i diversi attacchi turchi, la cittadella militare bovalinese fu racchiusa da alte mura, con due torri ai lati delle porte d'accesso: “Porta di San Michele” e “Porta della Terra”, entrambe occupate da soldati armati. Nel 1502 il comandante aragonese don Hugo de Moncada si ritirò nel castello di Bovalino, essendo inseguito dalle truppe francesi del generale Bérault Stuart d'Aubigny, conestabile di Francia, che lo costrinse a evacuare verso Gerace. Nel 1594, durante il dominio di Sigismondo Loffredo, la cittadella venne attaccata dai Turchi di Sinan Pascià, che razziarono e devastarono il paese dopo aver espugnato il castello. Questo fu nuovamente danneggiato e ristrutturato dopo il terremoto del 1783, mentre, verso la fine del XIX, per testamento del proprietario, Giovanni Ruffo, il castello venne ristrutturato per creare un ospizio di mendicità, parzialmente crollato a causa del terremoto di Messina del 1908. Da allora il castello fu in parte venduto a privati, mentre negli anni Cinquanta venne tagliato in due per realizzare la strada comunale che conduce al borgo medievale.
- Chiesa di Santa Caterina d'Alessandria: posta nel sobborgo della Guarnaccia a Bovalino Superiore, fu costruita nel 1586 per volere di Ottaviano Pasqua, vescovo di Gerace, il cui stemma è posto sull'architrave dell'ingresso laterale. Al suo interno comprendeva altre due chiese oggi non più esistenti: la chiesa di San Rocco e quella di San Leonardo. Vi si accedeva liberamente tramite le due vie pubbliche, una proveniente dalla contrada Biviera e l'altra proveniente dalla Marina, passando per la contrada Pozzo. La parrocchia annessa era la più popolosa, mentre la chiesa di Santa Caterina era la più frequentata dai ceti più umili. Nel 1812, durante il regno di Gioacchino Murat a Napoli, la chiesa fu chiusa al culto per essere riaperta dopo il ritorno dei Borbone. È antichissima la festa della Madonna del Carmelo, che si svolge l'ultima domenica di luglio: la statua apposita, realizzata nel 1776, è stata scolpita dal napoletano Giuseppe Sarno. Nel 1986, ricorrendo i 400 anni della costruzione, la chiesa è stata ristrutturata e abbellita dal maestro Domenico Savica.
- Chiesa Matrice: situata nel centro storico all'interno delle mura di cinta del castello normanno e posta sotto la titolarità di Santa Maria ad Nives (Madonna della Neve), e di San Nicola di Bari, è costituita da due parti: la cripta (chiamata la juditria) al piano inferiore, chiamata un tempo "San Nicola" e dall'attuale chiesa, situata al piano superiore. La cripta, costruita intorno al XIV secolo, è formata da due navate: una mai ultimata; l'altra, invece, contiene le catacombe murate agli inizi di XIX. Nella cripta è presente inoltre un museo di arte sacra, voluto dall'Arciconfraternita di Maria SS. Immacolata, che raccoglie il materiale più importante posseduto e prodotto dalla chiesa bovalinese nei secoli. Il pezzo più importante è un preziosissimo reliquiario, fabbricato in ottone dorato, risalente al 1629 e contenente circa 126 reliquie (in merito si riscontra il ritrovamento di un'ulteriore reliquia, in seguito ad un recente restauro effettuato a Gerace). Apparteneva ai duchi Pescara Diano, i quali nel 1729 lo donarono alla comunità bovalinese. Altri pezzi importanti presenti sono: candelieri e croci in legno e in ottone, calici, pissidi, navicelle ed incensieri, corone della statua della Madonna del Rosario, ostensori in argento ed infine le due campane della chiesa del Rosario, che suonarono a festa al ritorno dei bovalinesi guidati dal conte Vincenzo Marullo, che partecipò alla battaglia di Lepanto del 1571, oltre a dare l'allarme nel 1594 durante l'attacco turco. Inoltre sono custodite alcune tele e statue, tra cui: l'Adorazione dei Magi, risalente al XVII secolo, attribuita a Guido Reni e appartenuta al convento francescano di Santa Maria del Gesù; la Madonna del Sedile, del 1900, la statua di Santa Filomena, scolpita nel 1843 dai fratelli Morani, quella di San Nicola di Bari, contitolare della chiesa Matrice, oltre da alcuni abiti finemente decorati in seta ed in oro della Madonna del Rosario e di quella del Carmine, oltre ai paramenti sacri usati agli inizi del XX secolo. Nel 1520, con il passaggio dal rito greco a quello latino, si iniziò la costruzione dell'attuale chiesa di stile romanico a tre navate a spese di d. Giovanni Francesco Pignatelli ed ultimata nel 1525. La navata laterale sinistra possiede un altarino dedicato al Santissimo, con splendide decorazioni sulle volte; infine, quella di destra possiede un altare con la statua della Vergine Immacolata. Di grande valore artistico sono anche: la statua in marmo bianco della Madonna col Bambino scolpita nella seconda metà del XVI secolo; la statua lignea dell'Immacolata del 1752; l'altare ligneo dell'Immacolata (già altare maggiore del convento dei padri riformati); l'altare del beato Camillo Costanzo, appartenute alla chiesa del convento di Santa Maria del Gesù; un altorilievo acefalo in marmo bianco raffigurante la Madonna col Bambino dei Principi Pignatelli.

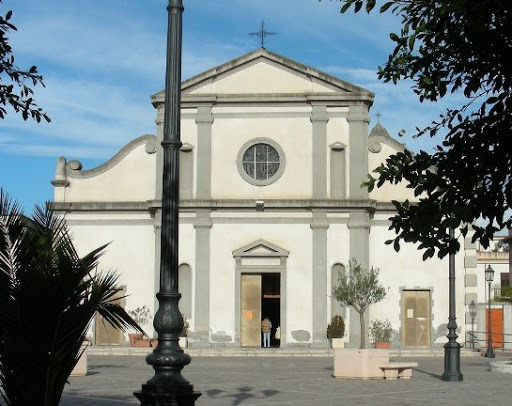
Chiesa di San Nicola di Bari a Bovalino Marina

- Chiesa di Santa Maria delle Grazie e del SS. Rosario: collocata nel sobborgo dello Zopardo a Bovalino Superiore, è ormai disadorna e chiusa al culto. Non si conosce l'anno di fondazione, ma osservando la struttura si può ricondurre al periodo della dominazione angioina. Nel 1581 fu costruita la cappella di Santa Maria della Vittoria, o Madonna del Rosario, come ex voto per la battaglia di Lepanto, alla quale pare abbiano partecipato tre zii materni del beato Camillo Costanzo. La chiesa è orientata a mezzogiorno e ha due entrate, una grande e una piccola; presso la porta principale, all'interno si trova un altare maggiore in stile romanico a due gradini, dove fino al 1581 era situata la statua della Madonna delle Grazie, mentre presso la porta piccola vi è una cappella con altarino dove era riposto il quadro del SS. Rosario, sostituito nel 1700 dalla statua del Rosario, ora conservata nella chiesa matrice. La chiesa ha un'unica navata che termina con l'abside semicircolare, dove la trabeazione è rivestita da una decorazione barocca. Di grande valore artistico è il portale ogivale in pietra di tufo, con bassorilievi di tralci di vite sulle spalle dell'arco, rose, un'aquila e puttini stilizzati. La chiesa è da tempo completamente abbandonata ed è stata deturpata da un disastroso "restauro": il tetto è crollato, insieme agli stucchi e agli affreschi che lo abbellivano, ed è stato sostituito da uno in legno.Chiesa di San Nicola di Bari a Bovalino Marina
- Chiesa di San Nicola di Bari: situata a Bovalino Marina, è la principale del paese e si affaccia sulla piazza Camillo Costanzo. Prima della sua fondazione, nella marina di Bovalino erano presenti due piccole chiese settecentesche, oggi non più esistenti: la chiesa delle Anime del Purgatorio, eretta dal duca Francesco Pescara Diano nel XVIII secolo, e posta nel rione Borgo vicino all'attuale Palazzo Stranges di via Garibaldi; e la chiesa di San Michele Arcangelo, fondata nel 1786 da Francesco Saverio Amato in località Pomadonna, lungo la via Dromo, passata poi alla famiglia dei baroni Di Blasio. Dopo il trasferimento della sede comunale a Bovalino Marina nel 1874, si ebbe la necessità di costruire un nuovo e più grande edificio ecclesiastico: pertanto, nel 1882 iniziarono i lavori di costruzione della nuova chiesa, che terminarono il 15 settembre 1891, quando fu aperta e consacrata al culto. Inizialmente fu edificata in stile romanico e ad una sola navata, mentre in seguito venne aggiunta una navata laterale e la sacrestia. Nel 1898 il consiglio comunale chiese all'ordinario diocesano il trasferimento dell'arcipretura da Bovalino Superiore a Bovalino Marina, cosa che avvenne il 1º ottobre di quell'anno per opera del vescovo di Gerace, Francesco Saverio Mangeruva. Gravemente danneggiata dal terremoto di Messina del 1908, l'edificio fu successivamente riparato con una spesa complessiva di 400 000 lire, a carico dello Stato[19]. Nel 1929 fu edificata la terza navata, consacrata il 28 ottobre 1931 dal vescovo Giovanni Battista Chiappe. Di particolare pregio è l'altare maggiore in marmo, comprato a Messina dal commerciante Michele Ferrigno, originario però di un'altra chiesa in quanto antichissimo e con due stemmi vescovili scolpiti ai lati. All'interno della chiesa è presente anche un quadro del pittore bovalinese Parisi, raffigurante l'Apparizione della Madonna a san Francesco da Paola. Negli anni '80 il pittore Guido Paita, di Cassano, ha decorato il soffitto, le pareti e la semicupola con dipinti della Gloria della Santissima Trinità e il Trionfo della Croce in un tripudio di angeli osannanti. La chiesa è retta dai frati minori francescani ed è sede del Vicariato "Beato Camillo Costanzo".
- Chiesa di San Martino Vescovo: si trova nella frazione di Bosco Sant'Ippolito, distante qualche chilometro dal capoluogo comunale. Ebbe origine dallo smembramento del territorio parrocchiale bovalinese in seguito alle proteste degli abitanti della frazione, privo di un proprio edificio di culto e troppo distante dalla chiesa di San Nicola di Bari, situata nel centro abitato della Marina. Queste rimostranze indussero il vescovo Michele Alberto Arduino a decretare, con bolla vescovile del 26 giugno 1967, a trasferire il beneficio parrocchiale di San Martino Vescovo in Gerace alla chiesa di Bosco Sant'Ippolito. La costruzione dell'edificio ecclesiastico iniziò nel 1975, grazie all'iniziativa del padre francescano Donato Candido de Piccoli e alle offerte dei fedeli, mentre l'apertura e la consacrazione avvennero nel 1977. Nella chiesa, un edificio moderno che si inserisce bene nel contesto urbano, l'11 di ogni mese si svolge la santa messa e la processione in onore della Madonna di Lourdes, patrona della frazione bovalinese.
- Chiesa di Santa Maria delle Grazie: situata nella frazione di Pozzo, la chiesa di Santa Maria delle Grazie fu costruita nel 1962 grazie al contributo dell'intera comunità. La facciata è arricchita da tre campane, una delle quali proviene dalla chiesa ormai diruta dello Zopardo, a Bovalino Superiore. All'interno si custodisce con grande devozione la statua lignea di Maria Santissima delle Grazie, un tempo collocata proprio nella chiesetta dello Zopardo. Dopo il crollo del tetto causato dall'alluvione dell'ottobre 1951, la statua fu recuperata dagli abitanti del Pozzo e portata a Napoli per essere restaurata. Tornata al suo splendore, fu accolta e proclamata patrona della frazione, che le rende omaggio ogni prima domenica di luglio. Alle spalle dell'altare si erge un Crocifisso, accanto al quale campeggiano le parole: "Io sono il pane di vita". Il tabernacolo, di grande valore simbolico, è stato realizzato con la forma di una bocca di forno tradizionale, come quelle che un tempo servivano a cuocere il pane nelle case del popolo. Su di esso si legge l'invito: "Favorite! Favorite!", tipica espressione con cui, ancora oggi, gli abitanti della zona accolgono con calore e ospitalità il forestiero. Nel calendario liturgico della comunità si commemora anche Santa Rita ogni 22 maggio.

## Società

### Evoluzione demografica
Abitanti censiti

Secondo il censimento del 2011, la popolazione residente a Bovalino ammontava a 8814 individui, mentre all'anagrafe comunale ne risultavano censite 9022, con una differenza tra popolazione censita e popolazione anagrafica di ben 208 unità (-2,31%). Per eliminare questa discontinuità, si è dovuto procedere ad una ricostruzione intercensuaria della popolazione, che, al 31 dicembre 2018, risulta composta da 8943 unità.

### Etnie e minoranze straniere
Al 1° gennaio 2024 erano residenti a Bovalino 586 stranieri, rappresentanti il 6,8% della popolazione. Le cinque comunità più numerose erano:
1. India, 206
2. Romania, 109
3. Pakistan, 68
4. Marocco, 54
5. Ucraina, 49

## Cultura

### Premio letterario
A Bovalino è presente il Caffè letterario "Mario La Cava", un'associazione culturale nata con il compito di valorizzare e divulgare il patrimonio storico, culturale ed ambientale dei luoghi di Bovalino e del comprensorio legati allo scrittore bovalinese, attraverso l'organizzazione di convegni, incontri, spettacoli e visite. Grazie anche agli sforzi di questa associazione, nel 2017 il Comune ha istituito un premio letterario dedicato a Mario La Cava, che ha ottenuto una certa risonanza regionale e un buon successo partecipativo.

### Istruzione
Il Comune ospita due asili privati, quattro scuole elementari pubbliche (delle quali due a Bovalino Marina, una nella frazione Pozzo e l'altra in quella di Bosco Sant'Ippolito), un istituto comprensivo di primo grado, intitolato allo scrittore bovalinese Mario La Cava, e un istituto d'istruzione superiore, denominato "Francesco La Cava" (in onore dell'omonimo medico e letterato calabrese), di indirizzo classico, scientifico, professionale e sportivo.  

### Biblioteche
Bovalino possiede una biblioteca comunale, intitolata a Mario La Cava, oltre ad essere sede del Sistema Bibliotecario Ionico, che serve 12 comuni del comprensorio.

### Cinema
Il celebre regista italiano Elio Ruffo era originario di Bovalino, paese che ha fatto da sfondo al suo film Una rete piena di sabbia, del 1967. Nel 2014 il regista Andrea Grollino ha ambientato a Bovalino la versione cinematografica del romanzo Fiori di carta. Le musiche dell'opera filmica sono state curate da Bruno Panuzzo.

## Geografia antropica

### Frazioni
Bovalino possiede numerose frazioni sparse sul proprio territorio, alcune anche molto lontane dal centro abitato della Marina: è il caso di Bovalino Superiore, centro storico del paese, posto su una collina a 200 metri dal livello del mare, e di Bosco Sant'Ippolito (in dialetto greco-calabro Aghios Ippòlytos), che confina con il territorio comunale di Casignana. Le altre frazioni più importanti sono Bricà (in dialetto greco-calabro Brikià), San Nicola, Pozzo, Biviera, Rosa, Cipparello e Prato.

## Economia
L'economia bovalinese si basa prevalentemente sulle attività commerciali e turistiche, come alberghi, centri commerciali e negozi di vario genere, che rendono il paese un punto di riferimento per la gente dei comuni limitrofi. 
Un settore importante è il turismo balneare estivo, abbastanza sviluppato per via della qualità delle spiagge e del mare, tanto che, nel 2015, Bovalino si è aggiudicata la Bandiera Verde delle spiagge, prestigioso riconoscimento europeo assegnato dalla FEE per le spiagge a misura di bambino; riconoscimento che il comune calabrese ha riottenuto ogni anno, a partire dal 2018.
L'agricoltura è sviluppata in alcune zone del territorio ed è basata principalmente sulla coltivazione di ulivo, di agrumi (in particolare arance e mandarini) e, in quantità minore, di bergamotto.

## Infrastrutture e trasporti

### Strade
Bovalino è interessato dalla SS 106 Jonica e dalla Strada Statale 112 d'Aspromonte, che collega la frazione di Bovalino Superiore a Benestare, mentre la frazione di Bosco Sant'Ippolito è servita dalla Strada Provinciale 72, che la mette in comunicazione con San Luca.

### Ferrovie
Il comune è servito dalla stazione di Bovalino, posta lungo la Ferrovia Jonica.

## Amministrazione

### Gemellaggi
- Paola (Italia)

## Sport

### Società sportive
Nel Comune sono presenti le seguenti società sportive: la squadra di calcio A.S.D. Bovalinese 1911, che ha disputato campionati dilettantistici regionali, una squadra di calcio a 5, l'A.S.D. Bovalino C5, una società di pallavolo, unita a quella di Bianco, denominata "Bianco Bovalino volley" (abbreviato in BBvolley) e la società di basket A.S.D. CONO Basket Bovalino. Nel 2022 le due società calcistiche del paese si sono unite nella nuova Polisportiva Bovalino.

### Impianti sportivi
Nel comune ha sede uno stadio di calcio, intitolato ad Adolfo Cartisano, detto Lollò, fotografo bovalinese rapito e ucciso dalla ndrangheta nel 1993 a scopo di riscatto. La struttura sportiva è stata per molto tempo inutilizzata, a causa della scarsa manutenzione e dell'inidoneità della tribuna per gli spettatori, sebbene quest'ultima sia stata riaperta al pubblico nel 2024, dopo lavori di ristrutturazione che hanno riguardato altre parti dello stadio.